# Corona Brașov
Asociația Sport Club Corona 2010 Brașov war ein rumänischer Fußballverein aus Brașov. Der 2007 gegründete Verein spielte eine Saison in der Liga I und trug seine Heimspiele im Stadionul Tineretului aus, das für 8.500 Zuschauer Platz bietet.

## Geschichte
Der Verein Asociaţia Sport Club Corona 2010 Braşov wurde im Jahre 2007 unter dem Namen Sport Club Municipal Braşov gegründet. Drei Jahre darauf fand dann die Namensänderung statt und der heutige Vereinsname wurde eingeführt. Corona Brașov erlebte in den ersten Jahren seines Bestehens einen derart steilen Aufstieg, wie es nur selten zuvor in der Geschichte des rumänischen Fußballs passiert war. Binnen vier Jahren stieg der Verein dreimal auf und vollendete als Erster der Staffel zwei der Liga 2 2012/13 vor ACS Poli Timișoara den erstmaligen Aufstieg in die höchste Spielklasse im rumänischen Fußball, nur sechs Jahre nach Gründung des Vereins. Ein ähnliches Kunststück war zuvor einzig dem mittlerweile aufgelösten FC Victoria Brănești im Zeitraum von 2006 bis 2010 gelungen.
Somit konnte man Corona Brașov in der Saison 2013/14 im rumänischen Fußballoberhaus finden, wo der Verein jedoch einen eher schwachen Saisonstart erwischte. Und auch im weiteren Verlauf der Spielzeit trat keine wirkliche Besserung ein. Man erreichte gerade einmal zwei Saisonsiege jeweils zuhause gegen Ceahlăul Piatra Neamț sowie den FC Vaslui und rangierte nach dem Ende aller Spieltage mit nur vierzehn Punkten auf dem letzten Tabellenrang. 24 Punkte trennten die Mannschaft dabei vom Vorletzten, AFC Săgeata Năvodari. Damit musste Corona Brașov nach nur einem Jahr in der Liga 1 wieder den Gang zurück in die Zweitklassigkeit antreten. Kurz danach gab der Bürgermeister von Brașov, George Scripcaru, bekannt, dass die Fußballabteilung, die vom Landkreis finanziert wurde, aufgrund von finanziellen Problemen aufgelöst wird.

## Stadion
Seine Heimspiele trug Corona Brașov in seiner letzten Saison im Stadionul Tineretului aus, das eigentlich die Heimstätte des Lokalrivalen FC Brașov ist. Dies beruht darauf, dass das eigentliche Heimstadion von Corona Brașov, das Silviu-Ploeşteanu-Stadion mit seinen gut eintausend Zuschauerplätzen zu klein ist, um Spiele der ersten rumänischen Fußballliga auszurichten. Es wurde zwar 2010 geringfügig renoviert, reichte aber dann doch nicht aus für die Liga 1. Daher spielte Corona Brașov für die Dauer seiner Erstklassigkeit im Stadionul Tineretului, wo 8.500 Zuschauer Platz finden. 

## Erfolge
- Liga 2: 1× (2012/13)

- Liga 3: 1× (2011/12)

- Liga 4: 1× (2009/10)

## Bekannte Spieler
- Sergiu Buș
- Nicolás Rodríguez

## Ehemalige Trainer
- Daniel Bona (2010 bis 2013)
- Nicolae Manea (2013 bis September 2013)
- Ionel Gane (seit September 2013)